# Кочисов, Мухарбек Георгиевич
Мухарбек Георгиевич Кочисов (1 мая 1920, Ольгинское — 17 апреля 1944, около Ямполь, Винницкая область) — осетинский советский поэт.

## Биография
Родился 1 мая 1920 года в селении Ольгинское (ныне Северная Осетия, Россия). Окончив школу, поступил в Осетинское педагогическое училище, окончил его с отличием и был зачислен в пединститут на литературный факультет.
Великая Отечественная война началась, когда Мухарбек окончил только третий курс; прервав обучение, он ушёл добровольцем на фронт. Воевал в пехоте в рядах 3-го Украинского фронта, имел воинское звание лейтенанта. Награждён орденом Красной Звезды, медалью «За отвагу». Погиб 17 апреля 1944 года в боях за украинский город Ямполь, не дожив полмесяца до 24 лет.

## Творчество
Первые произведения опубликованы в 1937 году. В 1940 году был издан поэтический сборник «Мы любим», в который вошли несколько стихотворений Мухарбека. Во время войны тематика стихотворений изменилась: любовную лирику заменили патриотические стихотворения о любви к Родине (стихотворения «Прощай, любовь моя!», «Последний привет», «Мое завещание», «Не скорби», «Прощай, Кавказ» и другие). Многие стихотворения стали песнями. В 1977 году издано наиболее полное собрание его сочинений.
В 1973 году посмертно удостоен республиканской комсомольской премии имени М. Камбердиева.